# ノース・イーリング駅
ノース・イーリング駅（North Ealing station）は、ロンドン、ノース・イーリングにあるロンドン地下鉄の鉄道駅である。ピカデリー線（アックスブリッジ支線）およびの列車が発着する。
この駅はトラベルカード・ゾーン3に属する。
駅は国道A406号線、北環状線= North Circular RoadとQueens Driveとの交差点から東へ50m入ったところにある。

## 駅構造
2面2線の相対式ホームを持つ地上駅。
ホームは南北方向に伸びており、都心方面の東行きの列車は南を先頭に、郊外方向の西行きは北を先頭にして発着する。駅舎は駅の上をまたぐ道路に面する橋上駅舎。
駅はやや右にカーブしている。都心部方面にある待合室は、1914年に建てられたものである。

## 駅付近（路線）
駅の南側150m付近でディストリクト線と平面交差のポイント切り替えがあり、合流している。そのためか、ノース・イーリング駅に到着した都心部方面の列車が少し止まることがある。

## バスの乗り継ぎ
ロンドンバスは83、112系統が発着する。

## 隣の駅
ロンドン交通局 
ロンドン地下鉄
■ピカデリー線
パーク・ロイヤル駅　- ノース・イーリング駅 - イーリング・コモン駅

## ギャラリー

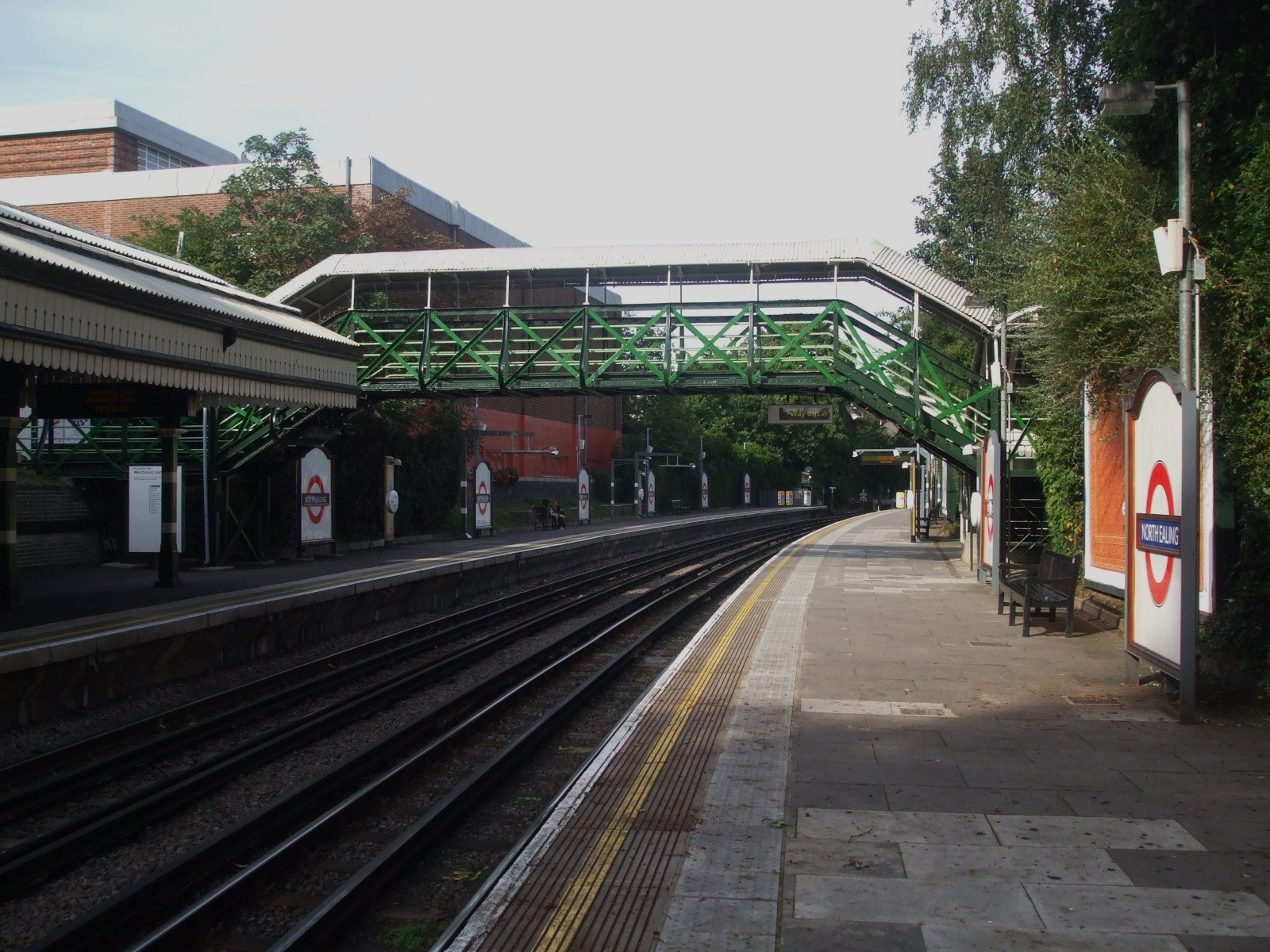
西方面
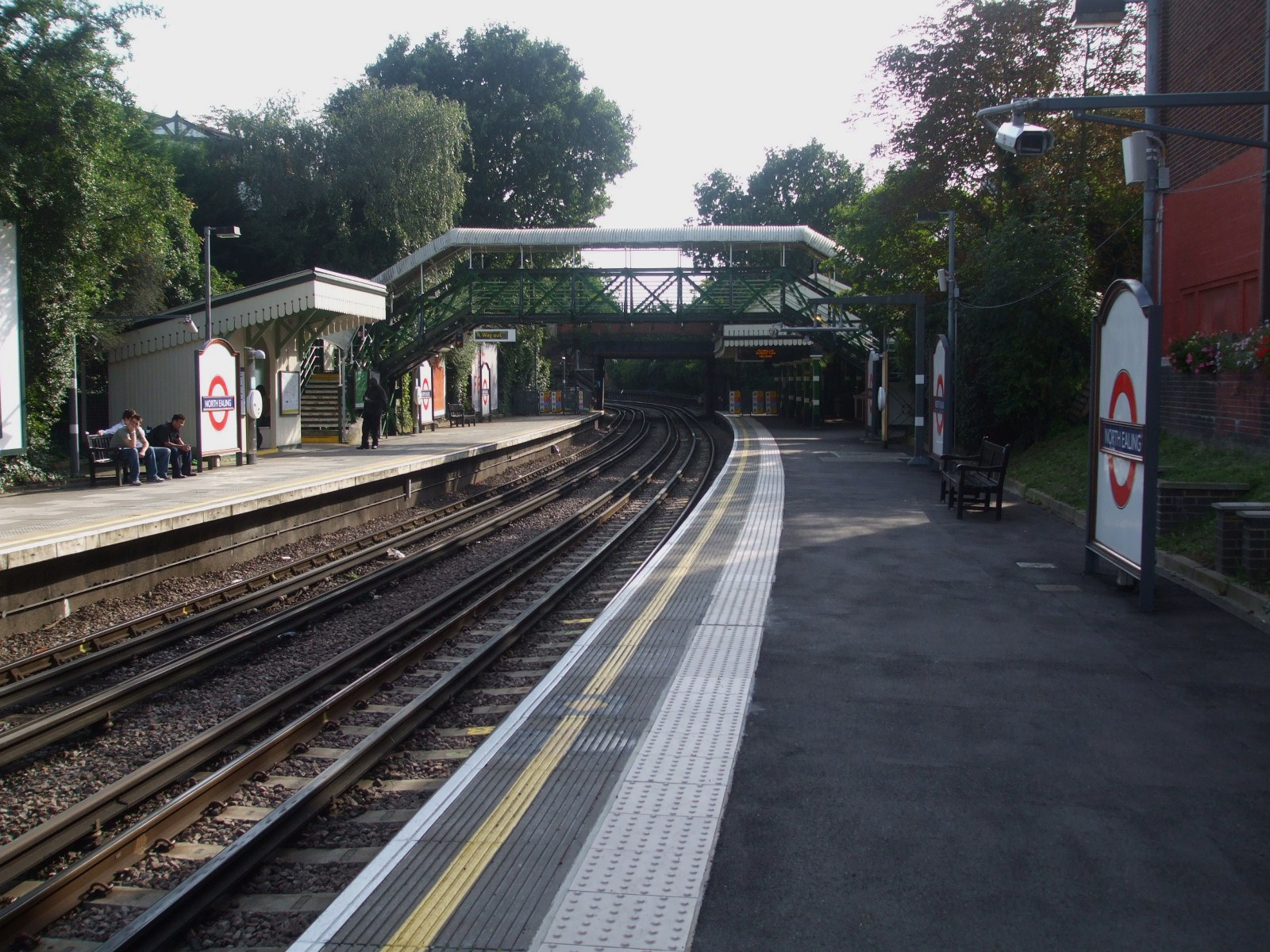
東方面
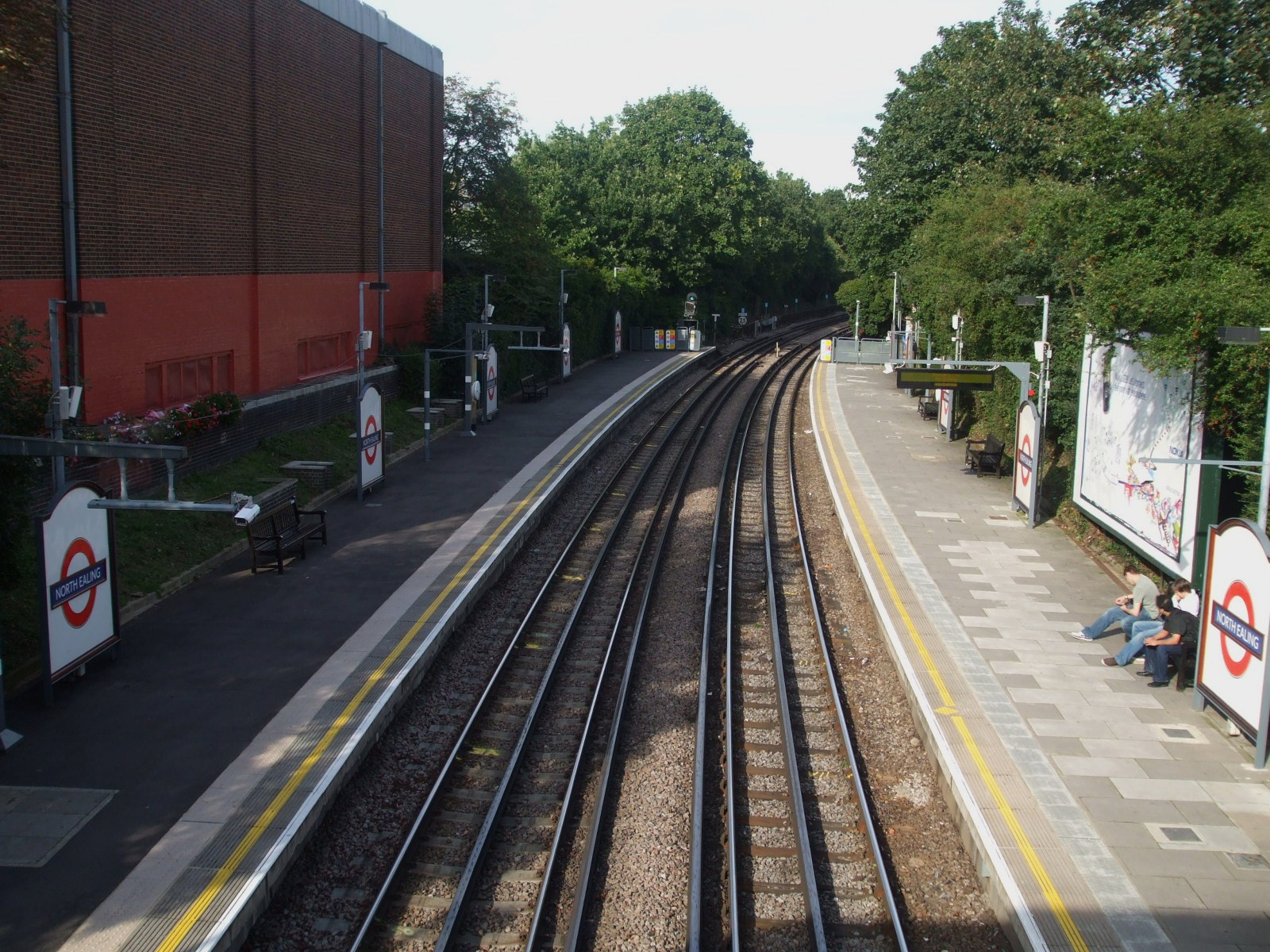
跨線橋から西を見る
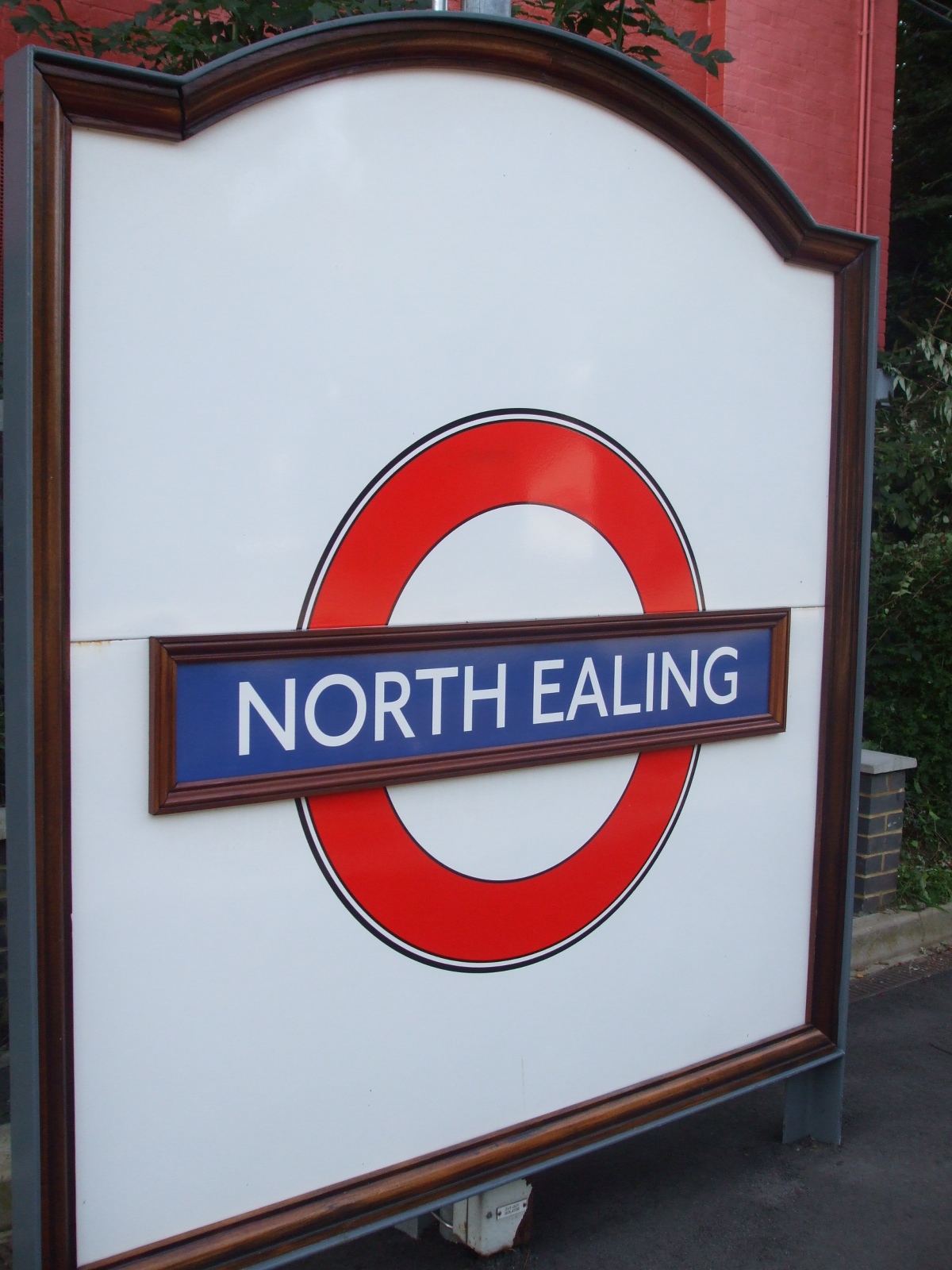
円形のマーク
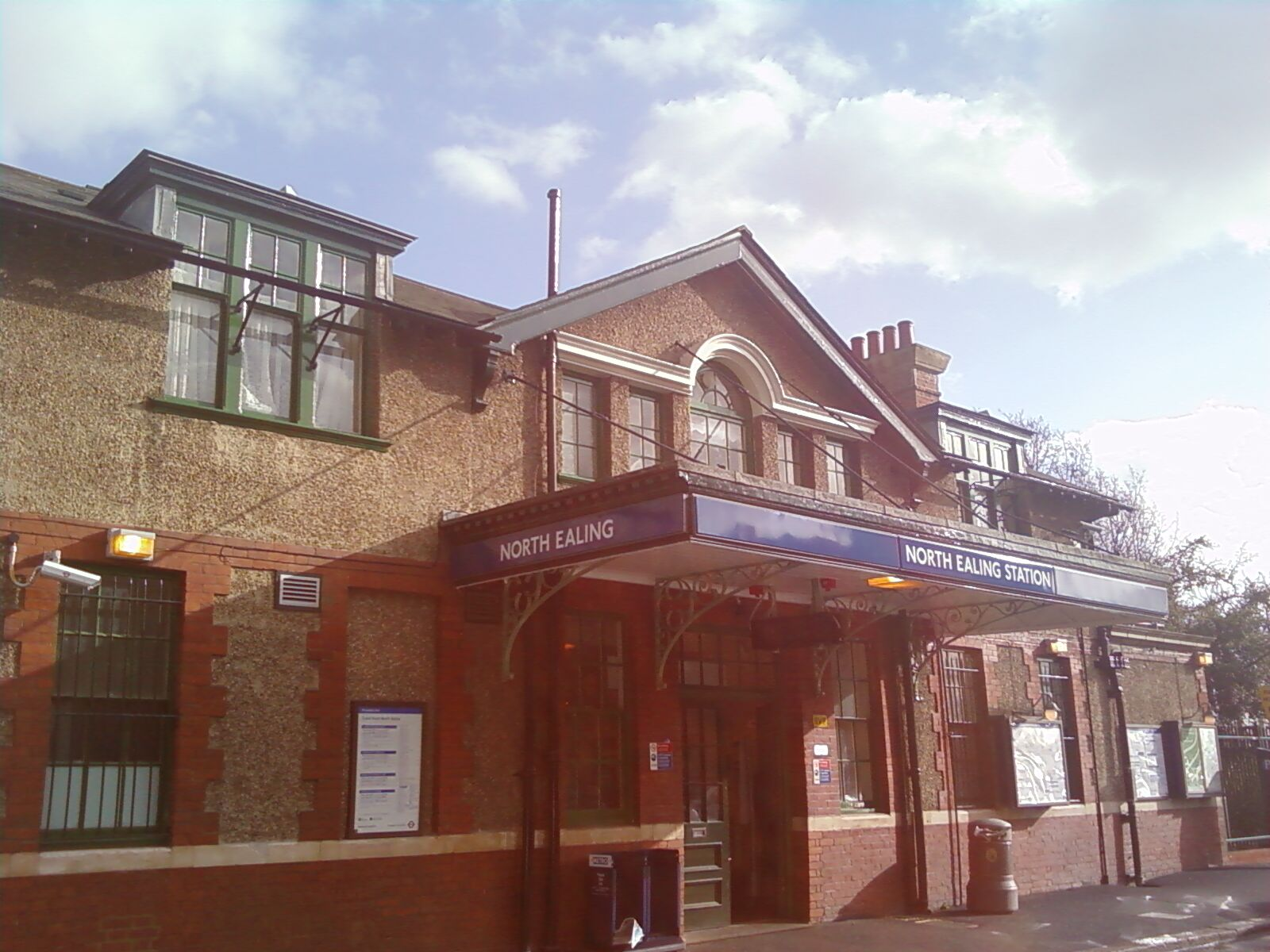
メイン・エントランス